# バナト

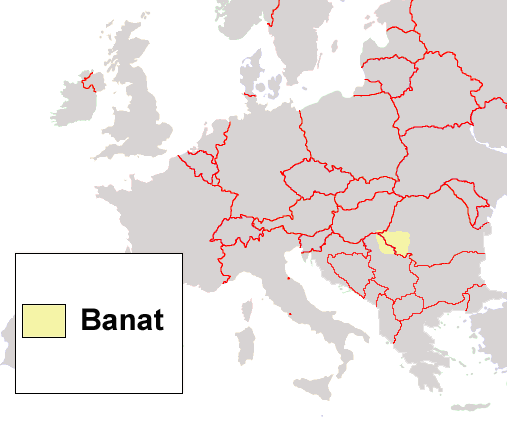
ヨーロッパの地図に示されたバナトの位置

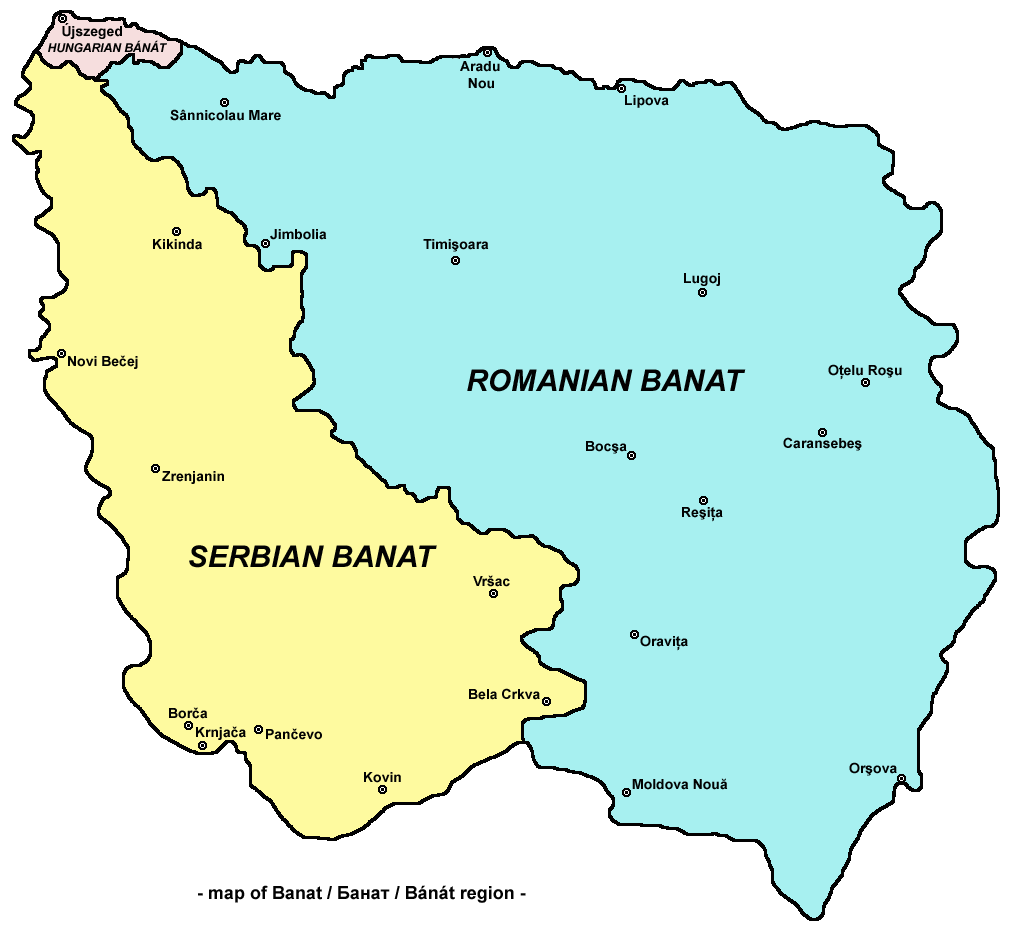
バナトは三カ国にまたがっている。桃色がハンガリー領バナト、黄色がセルビア領バナト、青がルーマニア領バナト

バナト、バナート（セルビア語: Банат / Banat）、バーナートないしバーンシャーグ（ハンガリー語: Bánát / Bánság）は、中央ヨーロッパ・東欧の地理的・歴史的な名称であり、パンノニア平原の一部を成す。現在は、東部をルーマニア、西部をセルビア、わずかに北部をハンガリーが領有している。南はドナウ川、西はティサ川、北はムレシュ川、東は南カルパチア山脈が境となる。歴史的にティミショアラ（ハンガリー語：テメシュヴァール、ドイツ語：テメシュブルク、セルビア語：ティミシュヴァル）を中心都市として発展した（現ルーマニア、ティミシュ県）。

## 概要
「バナト」（Banat）という名詞が特にただし書きなしに用いられる場合、それは今日のルーマニア、セルビア（ヴォイヴォディナ）、ハンガリーにまたがる「ティミショアラのバナト」（テメシ・バーンシャーグ（ハンガリー語: Temesi Bánság）、テミシュヴァルスキ・バナト（セルビア語: Темишварски Банат / Temišvarski banat）、バナトゥル・ティミショアレイ（ルーマニア語: Banatul Timişoarei）、またはテミシュワーラー・バナート（ドイツ語: Temeschwarer Banat）を指す。
由来として「バナト」（ルーマニア語およびドイツ語: Banat、セルビア語: Банат）とは、バン（太守・総督）が治める辺境地方を意味する。バン（ban）はスラヴ語発祥の言葉で、卿、知事、副王といった意味である。このため、バナトを日本語に意訳すれば「県」となる。中世ハンガリー王国には数カ所のバナトがあった。ダルマチア、スラヴォニア、ボスニア、クロアチアといったバナトであった。これらはヨーロッパでの対オスマン帝国戦争（トルコ戦争）の過程で消滅した。また、「バナト」は1920年代から1930年代のユーゴスラビア王国の自治体であった「バノヴィナ」（クロアチア語: Banovine、セルビア語: Бановине）の語源にもなっている。ゼタ、ドリナ、サヴァ、モラヴァなどである。
「ティミショアラのバナト」地方はバンによって支配されたことはなかった。しかし、1718年のパッサロヴィッツ条約以後、この呼称を獲得したのであった。バナトにはセルビア人、ルーマニア人、ハンガリー人、ロマ人、バナト・シュヴァーベン人（en）として知られるドイツ人、クラショヴァニ人（en）（14世紀にトルコによって移住させられた南スラヴ系の人々。民族的にはクロアチア人とされる）、スロバキア人、バナト・ブルガリア人（カトリック教徒。オスマン帝国の迫害を逃れハプスブルク領バナトへ18世紀に移住してきた）、チェコ人など数多くの民族が小集団で暮らしている。バナトに住む者はバナト人と呼ばれる。
バナトの名は、この地域で話される言語で同じように表される。ルーマニア語ではバナト、セルビア語でバナト（セルビア語: Банат）、ハンガリー語でバーナート（Bánát）またはバーンシャーグ（Bánság）、ドイツ語ではバナート、トルコ語でバナト、スロバキア語でバナート（Banát）、バナト・ブルガリア語でバナート（Banát）、標準ブルガリア語でバナト（ブルガリア語: Банат）となる。

## 歴史

### 初期
現在のバナトの最初に知られた住民は、サルマタイ族の分枝である。山岳国境地帯の一帯はダキアの一部であった。地域での力の均衡はローマ皇帝トラヤヌスの対ダキア人遠征で変わった。バナトはローマ支配下となり、以来属州ダキアと帝国の他州との間をつなぐ重要な土地となった。ローマ帝国支配は、この地域への目立ったローマ人植民にはつながらなかった。彼らはわずかな防衛拠点をつくったが、移住はしなかった。この結果、ダルマチアのバナト支配が固定される結果となり、ダルマチアはローマの同盟者とされた。150年以上のローマ支配後、皇帝アウレリアヌスはダキアから退却した。
一帯はサルマティア人の手に落ち、後にダキアを手中に収めたゴート族のものとなった。ゴート族は、今日のバナトの北西部にあたるカルパチア盆地に本拠地を置いたフン族によって追い立てられた。アッティラの死後、フン族の帝国は瓦解し、かつてフン族に従属していたゲピド族がカルパチア盆地に新王国を築いた。そしてわずか100年後にはアヴァール人に打ち負かされた。アヴァール人の行政地点はバナトにもつくられ、アヴァール人＝東ローマ帝国戦争において重要な役割を担った。アヴァール人支配は9世紀のカール大帝遠征が行われるまで続いた。
カルパチア盆地の東部は、数十年後には第一次ブルガリア帝国の一部となった。いまも、アヴァール人とゲピド族の住んでいた考古学的痕跡がここで見られ、9世紀の半ばまで存在が見られた。さらにゲピド族の生き残りはここで長きに渡り生きていたようである。アヴァール人支配はカルパチア盆地への相当な数のスラヴ人移住を意味した。895年、エテルキョスで暮らしていたマジャル族が、東ローマの同盟者として東ローマ＝ブルガリア帝国戦争に参戦、ブルガリアを敗退させた。これによって、ブルガリアはマジャル族の定住地を襲っていたペチェネグ族と同盟した。これがマジャル族のカルパチア盆地征服、ハンガリー建国で知られる過程を招いた。これはブルガリア帝国がドナウ川北部領を失う結果となった。バナトはこの時からマジャル族支配下となり、1552年にオスマン帝国がテメシュヴァールを行政中心地とするまで続いた。

### ハンガリー支配（10世紀初頭-16世紀）
テメシュ川の地域はマジャル族長の土地でなく、そして、10世紀半ばから王国の統治が弱まり、地元豪族がさらに外国支配からの独立を追い求め始めた。その結果カルパチア盆地の東部において、正教会の布教が行われ東ローマの典礼が得られ始めた。これはハンガリー王国の創建と、最後の地元豪族アイトニ（Ajtony）を従属させたイシュトヴァーン1世の祖国統一の努力を停止させることになった。14世紀、バナト地域は南部バナト国境が拡大するオスマン帝国に対する最重要の防御線となったため、他よりも最優先の地域となった。

### オスマン帝国支配 (1552年-1716年)
バナトは1552年にオスマン帝国へ併合され、テメシュヴァル州（Eyalet of Temeşvar）となった。継続するオスマン軍の襲撃と破壊のため、元々この地で暮らしていたハンガリー人の多くが北部へ逃亡するか殺された。替わりに、コンスタンティノープルの総主教が管轄する正教会信徒のセルビア人とヴラフ人が移住してきた（正教会信徒はトルコに忠実ともみられていたため）。16世紀以降、バナト地域は主にラスキア人（セルビア人）とヴラフ人（ルーマニア人）が占めていた。一部の歴史文献によればラスキア（Rascia）、別の文献ではワラキアと称した。1594年、バナトのセルビア人がオスマン支配に対して大規模な反乱を起こした。ルーマニア人もこの反乱に関係した。

### ハプスブルク支配

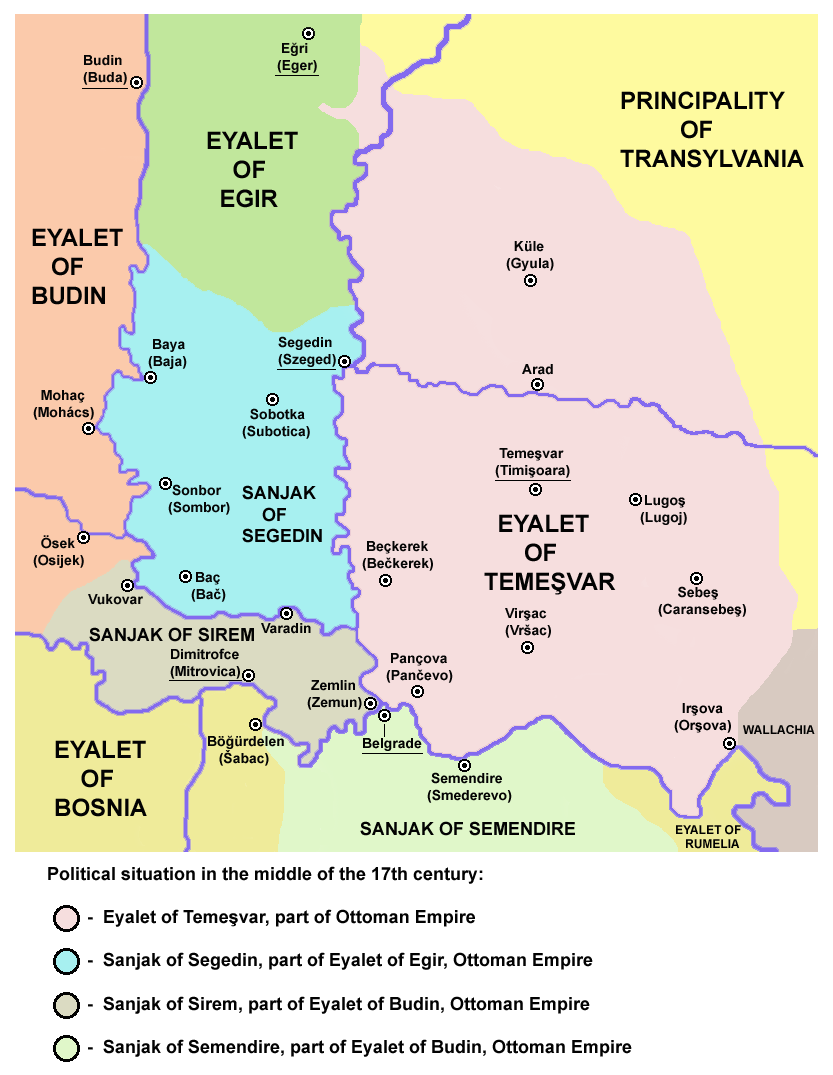
テメシュヴァール州

17世紀、バナトの一部がハプスブルク君主国（オーストリア）の一部となった。1716年に墺土戦争が勃発するとプリンツ・オイゲンがバナトの残りをオスマン軍から奪い取った。1718年のパッサロヴィッツ条約後、テメシュヴァールのバナトの称号を得て、1751年まで軍事境界線下（軍政国境地帯）のハプスブルク君主国直轄領のままにおかれた（軍政国境地帯に住む人々は軍役と引き換えに土地保有の特権を得た、いわば屯田兵であった）。
1751年、女帝マリア・テレジアが軍政から民政へ移行した。テメシュヴァールのバナト県は1778年に廃止された。バナト南部地域は、1871年に境界線が廃止されるまで軍政国境地帯（バナト・クライナ）に含まれたままだった。 
オスマン支配下、バナトの一部は戦禍のため人口密度が低く、さらに多くの地域はほとんど無人の湿地、荒野や森林であった。メルシー伯クラウディウス（1666年-1734年）は1720年にテメシュヴァールのバナト知事を任命され、バナトの再生のため数あまたの法令を採用した。ドナウ川とティサ川近くの湿地は一掃され、道路と運河が多額の出費で建設され、ドイツ人職人とその他移住者らが地区の植民、農業、貿易促進に引きつけられてやってきた。

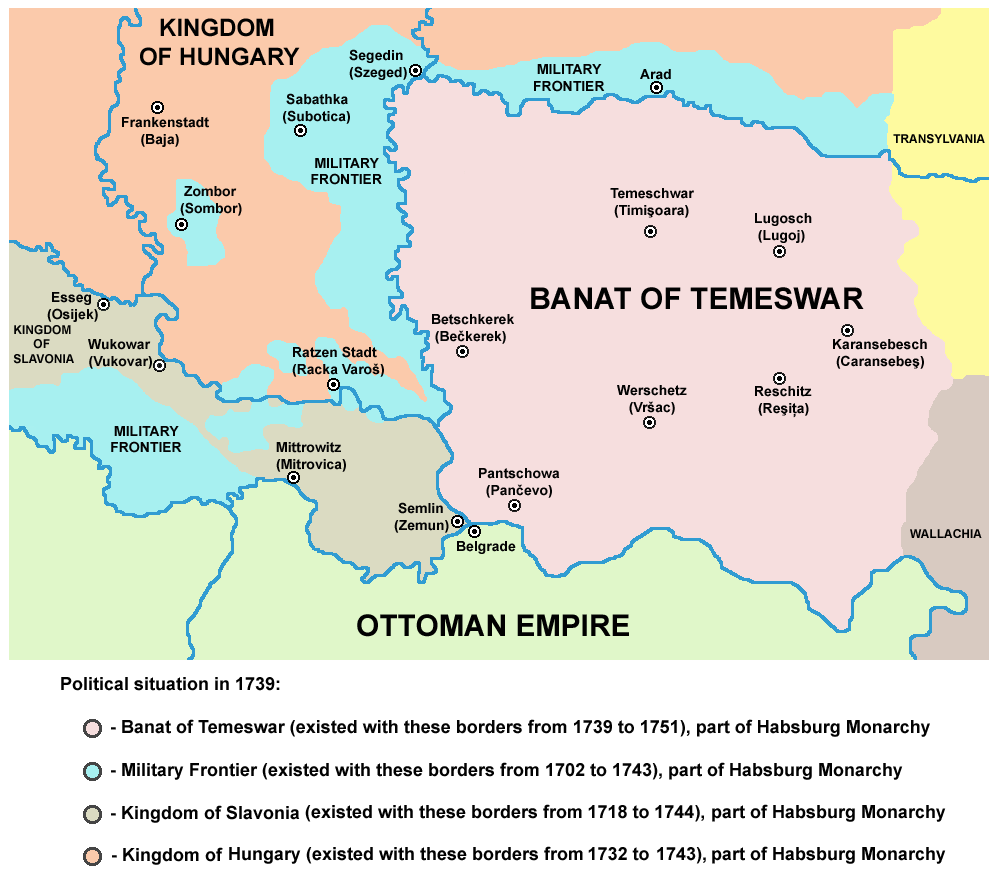
オーストリア支配下のテメシュヴァールのバナト、1739年当時

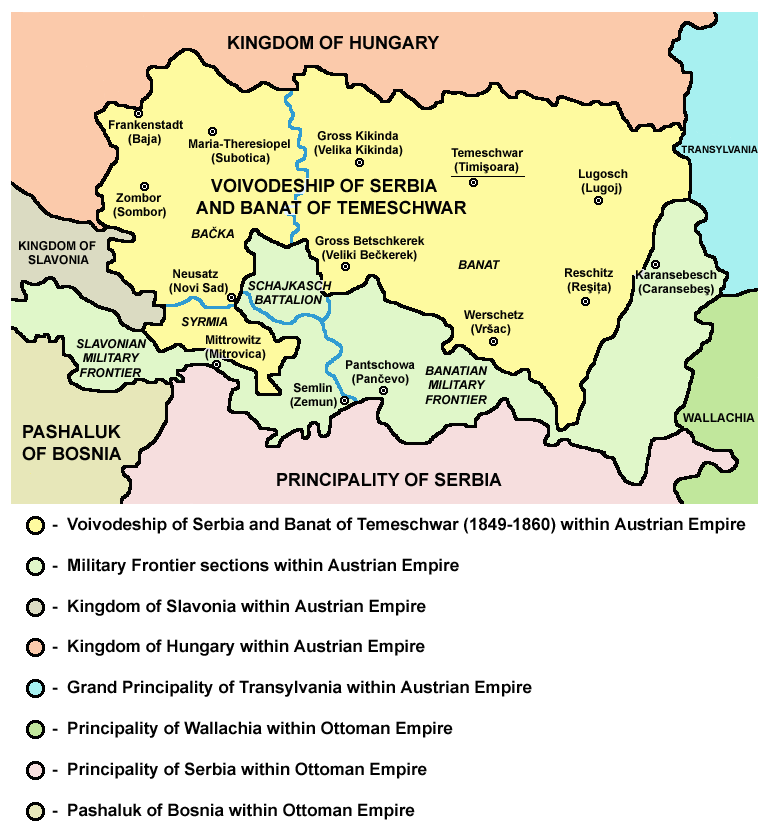
スルプスカ・ヴォイヴォディナとタミシュ・バナト(1849年-1860年)

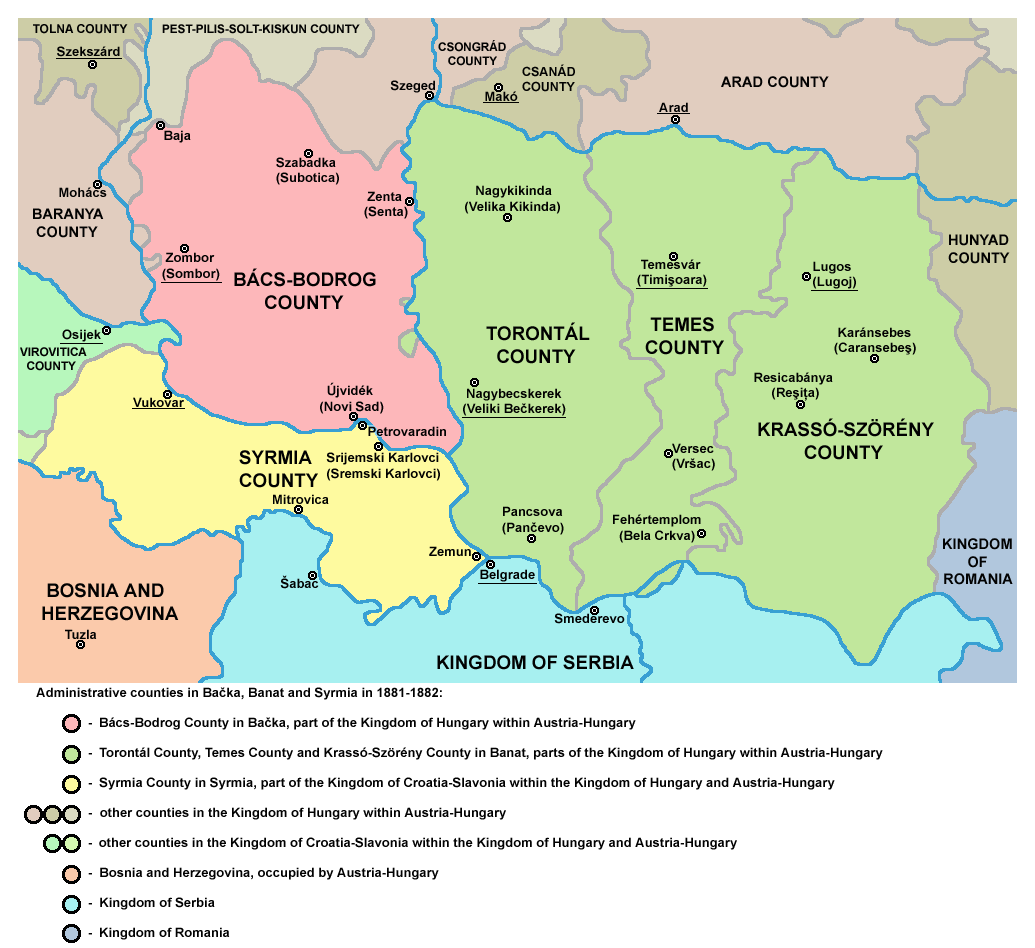
バナトの各郡。バチュカとスレム。1881年以後はかつてのセルビア・ヴォイヴォディナおよびタミシュ・バナトは5郡となる

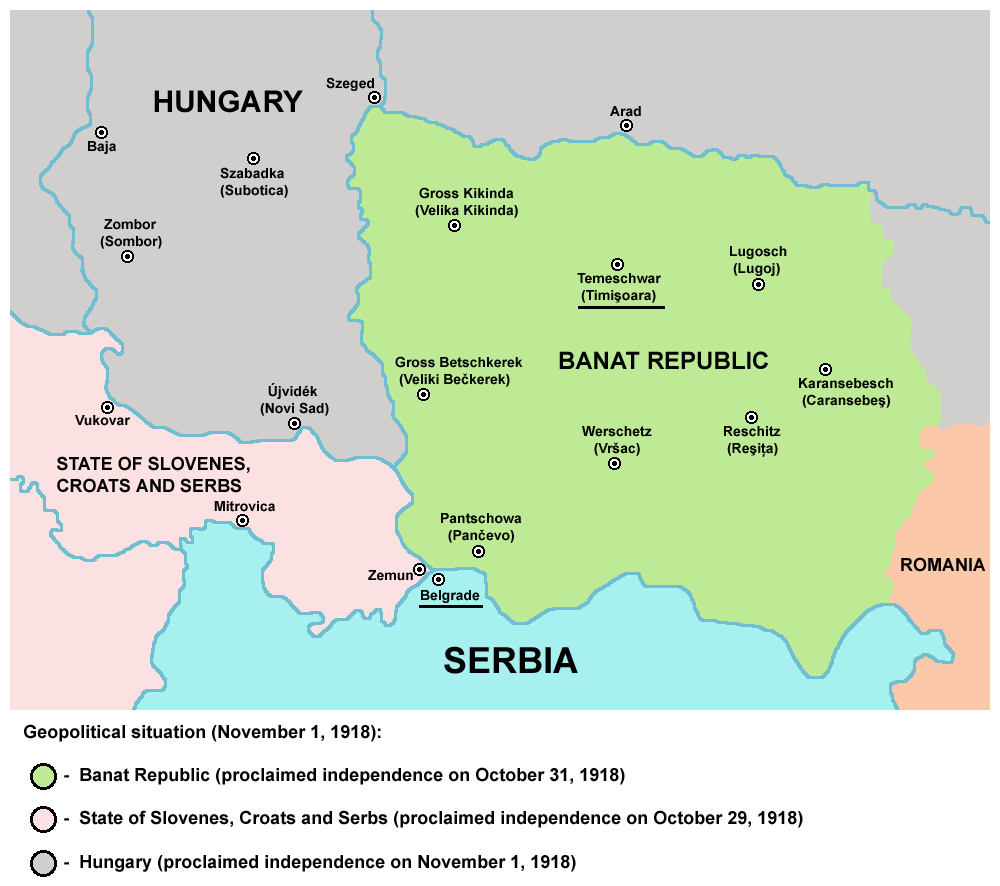
バナト共和国、1918年

女帝マリア・テレジアもバナトに多大な関心を持っていた。彼女は多くのドイツ人小作農らを植民させ、国内の鉱業生産開拓を後押しし、メルシー伯によって導入された法令を発展させた。シュヴァーベン、アルザス、バイエルン、オーストリアからドイツ人移住者がやってきた。東部バナトの移住者の多くはほとんどドイツ人であった。バナトに住む民族的ドイツ人はドナウ・シュヴァーベン人として知られる。ドナウ・シュヴァーベン人のうちの一部には、フランス語を母語とする者または独語仏語の話者が混在して暮らすロレーヌ地方出身の者がおり、数世代に渡ってフランス語そして特別な民族アイデンティティーを維持し続けた。後にバナト・フランス人フランセーズ・デュ・バナト（Français du Banat）として反乱を起こした。ハンガリー人は長い植民時代の後、バナトに根を下ろすことを許されなかった。
1779年、バナト地域はハプスブルク領ハンガリー王国へ併合され、トロンタール、テメス、クラッソーの3つの県が創設された。1848年、バナト西部はハプスブルク君主国に含まれるセルビア人の自治地域、セルビア人のヴォイヴォディナ（Serbian Vojvodina）の一部となった。1848年革命の間、バナトはセルビア人勢力とハンガリー王国軍とにそれぞれ占領された。
1848年革命終結の1849年以後、スレムとバチュカとともにバナトはハプスブルク帝国内のハンガリー王国領から分離されたセルビア人のヴォイヴォディナおよびテメシュヴァールのバナトが創設された。しかし、1860年にこの自治領域は廃止され、再度ハンガリー王国に併合された。
1871年の後、かつての軍事境界線があったバナト南部は民政へ入り、他のバナトの県と併合された。クラッソーとショレーニは1881年にハンガリー王国の行政県クラッソー＝ショレーニと統合された。
1918年10月、ティミショアラでバナト共和国の建国が宣言され、ハンガリー政府は独立を承認した。しかし、短命に終わった。ちょうど2週間後、セルビア王国軍がバナト共和国へ侵攻、共和国は終わりを告げた。
1918年と1919年、バナトの大部分がルーマニア王国の一部となった（クラッソー＝ショレーニ全土、テメシュの2/3、そしてトロンタールのわずかな部分）。南西部（トロンタールの大半、そしてテメシュの1/3）は新たにできたセルビア人・クロアチア人・スロベニア人王国（のちのユーゴスラビア王国）の一部となった。セゲド近郊のわずかな地域は新独立国家ハンガリーに含まれた。これらの国境は1919年のヴェルサイユ条約と1920年のトリアノン条約で確定された。
バナトの領土は現在、ルーマニア（ティミシュ県、カラシュ＝セヴェリン県、アラド県、メヘディンチ県）、セルビア（ヴォイヴォディナ自治州とベオグラード）、ハンガリー（チョングラード県）とに分けられている。

## 地理

### ルーマニア領バナト

ルーマニア領バナトの位置

1938年、ルーマニア領バナトを取り巻く、ティミシュ＝トロンタル県、カラシュ県、セヴェリン県、アラド県、フネドアラ県が一つになってティヌトゥル・ティミシュ県となった。
1950年9月6日、県はティミショアラ州に取って代わった（現在のティミシュ県とカラシュ＝セヴェリン県とを合わせたもの）。
1956年、実存するアラド州の南半分がティミショアラ州へ併合された。
1960年12月、ティミショアラ州はバナト州へ改名した。
1968年2月17日、新たな州分割がなされ、現在のティミシュ県、カラシュ＝セヴェリン県、アラド県が生まれた。
1998年以降、ルーマニアは8つの開発州へ分離された。これは地方自治分割のためである。ヴェスト州（Vest）は4つの県からなる。アラド県、ティミシュ県、フネドアラ県、カラシュ＝セヴェリン県である。これらはほとんど1929年のティミシュ県と同じ境界である。ヴェスト州はユーロリージョンのドナウ＝クリス＝ムレス＝ティサの一部である。少数派ハンガリー人は総人口の5.6％である。
ルーマニア領バナトは南部と南東が山地で、北と西そして南西は平坦であり、一部湿地が見られる。湿地を除けば気候は概して健康的である。コムギ、オオムギ、エンバク、ライ麦、トウモロコシ、アマ、アサ、タバコが大量に生産され、ブドウ園で作られるワインは高品質である。猟の獲物は豊富で、川は魚で溢れている。鉱物資源も豊かで、銅、スズ、鉛、亜鉛、鉄そして特に石炭が含まれている。数多くの鉱泉に囲まれて、最も重要なのはメハディアの鉱泉である。ローマ時代からテルマエ・ヘルクリス（ルーマニア語でen:Băile Herculane）で既に知られる硫黄質の水である。現在のルーマニア領バナトには、歴史的なパンノニア平原のバナトに含まれない山地の一帯が一部含まれている。

### セルビアバナト

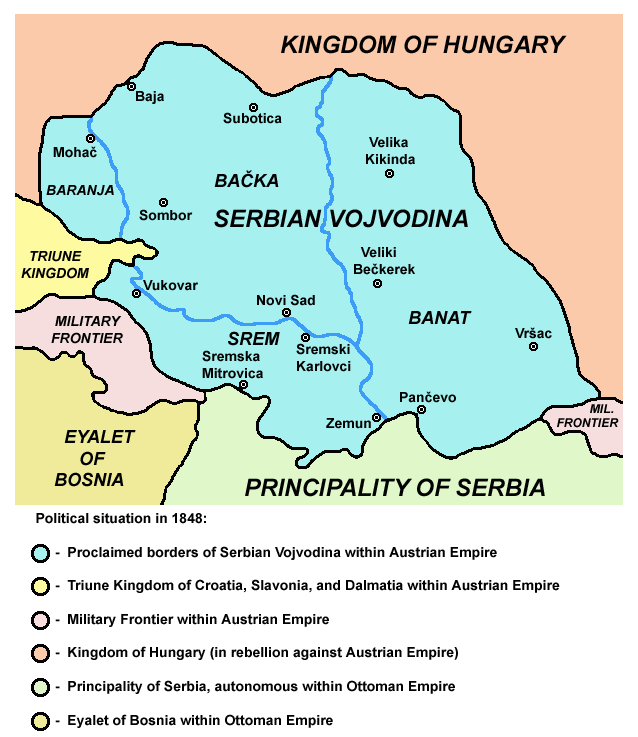
1848年当時のセルビア・ヴォイヴォディナの境（西バナトを含む）

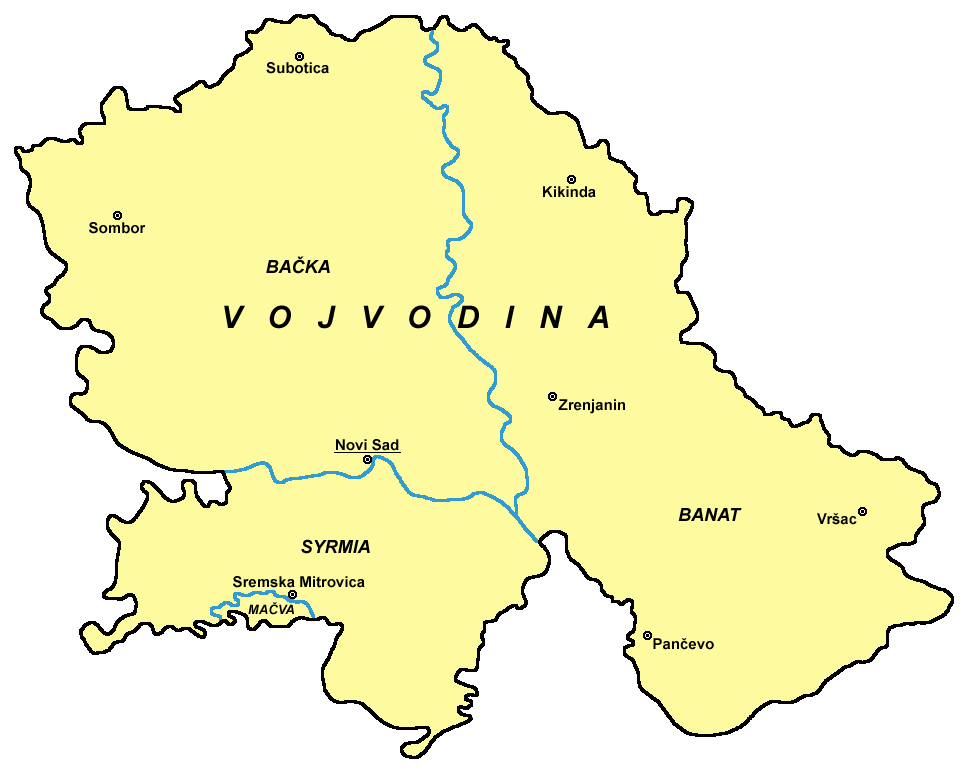
ヴォイヴォディナ内のセルビア領バナト

セルビアバナト（西バナトとも）はセルビア人のヴォイヴォディナ（1848年-1849年）、そしてセルビア人のヴォイヴォディナおよびテメシュヴァール・バナト（1849年-1860年）の一部となった。1860年から後、セルビアバナトはハンガリー王国のトロンタールとテメシュの各県に分けられた。トロンタール県の中心には、現在のズレニャニン、ヴェリキ・ベチュケレクがあった。
セルビアバナトは、1918年から1922年の間セルビア人・クロアチア人・スロベニア人王国の県であった（1918年から1919年は、県はバナト・バチュカ・バラニャ州の一部であった）。1922年から1929年は、ベオグラード州とポドゥナヴリェ州とに分割されていた。1929年、バナトの大部分がユーゴスラビア王国のドナウ州（en）に併合され、パンチェヴォ市はベオグラード自治州に併合された。
1941年から1944年、セルビア領バナトは第二次世界大戦の枢軸国軍に占領された。正式にはセルビア領であったが、実際には事実上少数派ドイツ人が治める分離された州であった。1945年以後、（バチュカ、スレムとともに）セルビア領バナトはセルビア社会主義共和国のヴォイヴォディナ社会主義自治州の一部となった。セルビアは当初、連邦国家ユーゴスラビア社会主義連邦共和国の構成国であったが、その後ユーゴスラビア連邦共和国、セルビア・モンテネグロを経て、2006年より独立国家セルビア共和国となっている。 
セルビアでは、バナトはほとんどが平野である。コムギ、オオムギ、カラスムギ、ライ麦、トウモロコシ、アサ、ヒマワリが育てられている。鉱物資源は、原油、天然ガスがある。セルビア領バナトの観光地は、広大な砂地が広がるデリブラツカ・ペシュチャラである。そこには少数派のハンガリー人が多く住み、人口の10.21％を占めている。
バナトにあるセルビアの郡は以下のとおりである。
- 北バナト郡
- 中央バナト郡
- 南バナト郡

セルビア領バナトには、パンチェヴァチュキ・リトとして知られ、基礎自治体ベオグラードに属するパリルラも含まれる。

### ハンガリー領バナト
ハンガリー領バナトは、バナト全体から見るとわずかな北部からなっており、チョングラード県に含まれる。大多数を占めるハンガリー人に加え、少数派のセルビア人が暮らす。

## 統計

### バナト全体

#### 1660年–1666年
1660年–1666年、セルビア人は平坦なバナト西部で暮らしており、ルーマニア人は山がちな東部に暮らしていた。

#### 1743年–1753年
1743年–1753年、バナトの民族構成は以下のようになっていた。
- 東部3郡にはルーマニア人: ルゴジ、カランセベシュ、オルショヴァ
- 西部3郡にはセルビア人: ヴェリキ・ベチュケレク、パンチェヴォ、ヴェリカ・キキンダ
- 中央部6郡にはセルビア人とルーマニア人が混ざり合って暮らしていた: ティミショアラ、リポヴァ、ヴルシャツ、ノヴァ・パランカ、キアコヴァ、ケナド

#### 1774年
1774年のデータによると、テメシュヴァールのバナトの人口は375,740人で、構成は以下のようであった。

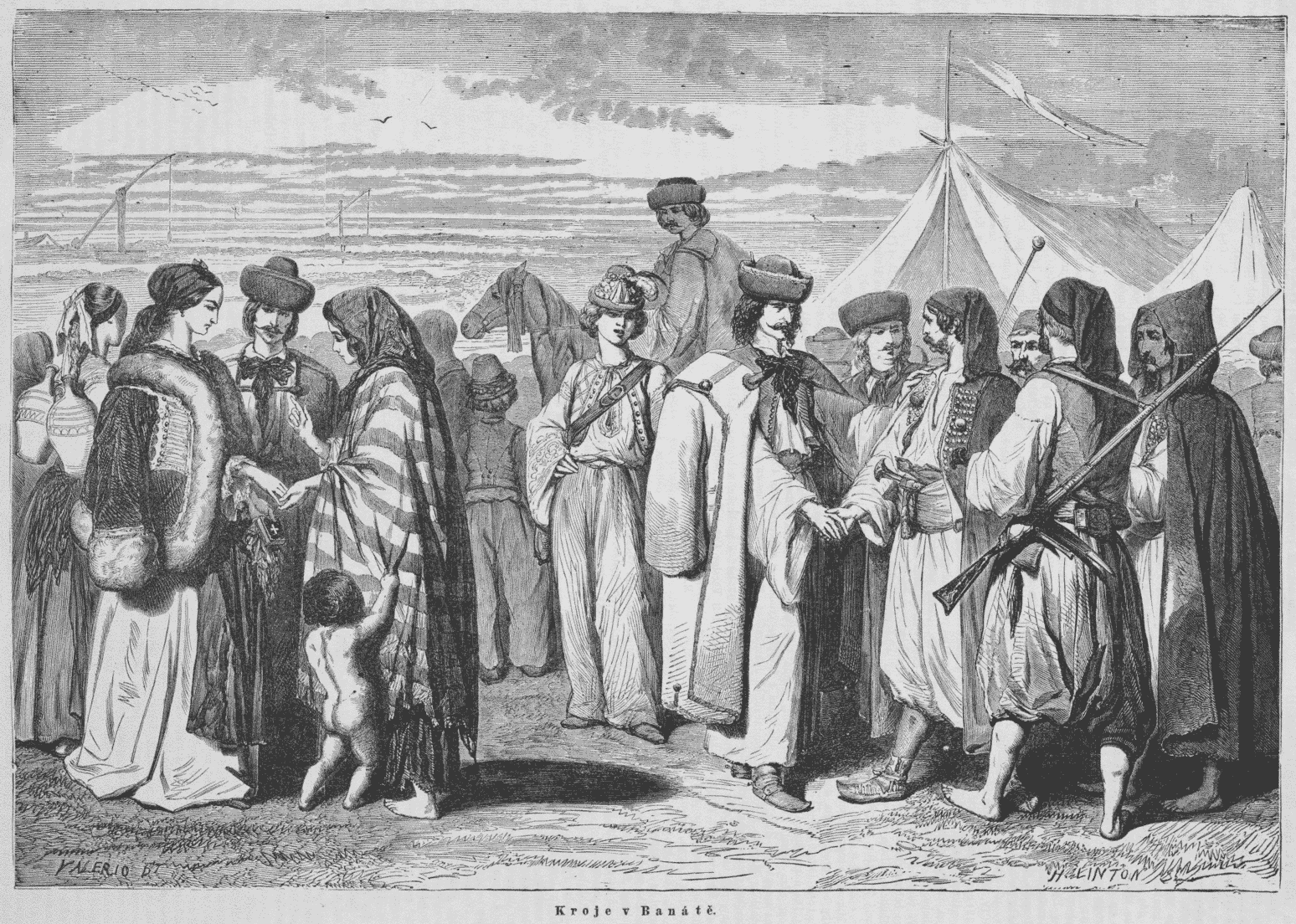
民族衣装を着たバナトの人々、1860年代

- 220,000人 (58.55%) ルーマニア人
- 100,000人 (26.61%) セルビア人とギリシャ人
- 53,000人 (14.11%) ドイツ人
- 2,400 (0.64%) ハンガリー人とバナト・ブルガリア人
- 340 (0.09%) ユダヤ人

#### 1900年
1900年、バナトの人口は1,431,329人であった。
- 578,789人 (40.4%) ルーマニア人
- 362,487人 (25.3%) ドイツ人
- 251,938人 (17.6%) セルビア人
- 170,124人 (11.9%) ハンガリー人

#### 1910年
1910年の調査によると、バナト地域（トロンタール、テメシュ、クラッソー＝ショレーニ）の人口は1,582,133人であった。
- 592,049人 (37.42%) ルーマニア人
- 387,545人 (24.50%) ドイツ人
- 284,329人 (17.97%) セルビア人
- 242,152人 (15.31%) ハンガリー人
- その他少数民族の小集団:チェック人、スロバキア人、クロアチア人、パンノニア・ルシン人、バナト・ブルガリア人

注: 1910年の調査では、ルーマニア領バナト人口には52.6％のルーマニア人、25.6％のドイツ人、12.2％のハンガリー人、4.9％のセルビア人が含まれていた。一方、セルビア領バナト人口には、40.53％のセルビア人、22.14％のドイツ人、19.18％のハンガリー人、12.94％のルーマニア人、2.86％のスロバキア人が含まれていた。セルビアでは、第二次世界大戦後にバナトからドイツ系のほとんどが亡命するか追放された。ルーマニアでは、経済的理由からほとんどのドイツ系の人々が1989年以降に国外へ移住していった。
バナトの年ごとの歴史的な人口推移を表した表である。
| 年   | 合計      |
| ---- | --------- |
| 1717 | 85,166    |
| 1743 | 125,000   |
| 1753 | 210,992   |
| 1774 | 375,740   |
| 1797 | 667,912   |
| 1900 | 1,431,329 |
| 1910 | 1,582,133 |

### ルーマニア領バナト
ルーマニア領バナトでの歴史的な人口推移（ティミシュ県とカラシュ＝セヴェリン県）は、以下のようになる。
| 年   | 合計      | ルーマニア人    | ハンガリー人    | ドイツ人        | セルビア人    | ロマ人        |
| ---- | --------- | --------------- | --------------- | --------------- | ------------- | ------------- |
| 1880 | 744,367   | 426,368 (57.3%) | 37,586 (5.0%)   | 202,698 (27.2%) | 46,983 (6.3%) | n/a           |
| 1890 | 812,799   | 446,816 (55.0%) | 50,899 (6.3%)   | 233,006 (29.9%) | 41,356 (5.1%) | n/a           |
| 1900 | 871,598   | 468,508 (53.8%) | 78,656 (9.0%)   | 243,582 (27.9%) | 41,960 (4.8%) | n/a           |
| 1910 | 902,210   | 474,787 (52.6%) | 109,873 (12.2%) | 231,391 (25.6%) | 44,598 (4.9%) | n/a           |
| 1920 | 822,639   | 450,817 (54.8%) | 79,955 (9.7%)   | 208,774 (25.4%) | n/a           | n/a           |
| 1930 | 878,877   | 473,781 (53.9%) | 91,421 (10.4%)  | 215,031 (24.5%) | 37,113 (4.2%) | 16,471 (1.9%) |
| 1941 | 898,262   | 505,448 (56.3%) | 80,575 (9.0%)   | 213,840 (23.8%) | n/a           | n/a           |
| 1956 | 896,668   | 589,369 (65.7%) | 85,790 (9.6%)   | 137,697 (15.4%) | 40,018 (4.5%) | 9,309 (1.0%)  |
| 1966 | 966,322   | 674,062 (69.8%) | 85,358 (8.8%)   | 133,197 (13.8%) | 38,535 (4.0%) | 6,769 (0.7%)  |
| 1977 | 1,082,461 | 796,007 (73.5%) | 86,763 (8.0%)   | 119,972 (11.1%) | 29,514 (2.7%) | 15,755 (1.5%) |
| 1992 | 1,076,380 | 886,958 (82.4%) | 70,742 (6.6%)   | 38,658 (3.6%)   | 25,029 (2.3%) | 22,612 (2.1%) |
| 2002 | 1,011,145 | 859,690 (85.0%) | 56,380 (5.6%)   | 20,323 (2.0%)   | 19,355 (1.9%) | 23,998 (2.4%) |

### セルビア領バナト
| 年   | 合計    | セルビア人      | ハンガリー人    | バナト・シュヴァーベン人 | ルーマニア人   | スロバキア人  |
| ---- | ------- | --------------- | --------------- | ------------------------ | -------------- | ------------- |
| 1910 | 566,400 | 229,568 (40.5%) | 108,622 (19.2%) | 125,374 (22.1%)          | 73,303 (12.9%) | 16,223 (2,9%) |
| 1921 | 559,096 | 235,148 (42.1%) | 98,463 (17.6%)  | 126,519 (22.6%)          | 66,433 (11,9%) | 17,595 (3,2%) |
| 1931 | 585,579 | 261,123 (44,6%) | 95,867 (16,4%)  | 120,541 (20,6%)          | 62,365 (10,7%) | 17,900 (2,1%) |
| 1948 | 601,626 | 358,067 (59,6%) | 110,446 (18,4%) | 17,522 (2,9%)            | 55,678 (9,3%)  | 20,685 (2,4%) |
| 1953 | 617,163 | 374,258 (60,6%) | 112,683 (18,4%) | n/a                      | 55,094 (8,9%)  | 21,299 (3,4%) |
| 1961 | 655,868 | 423,837 (64,6%) | 111,944 (17,1%) | n/a                      | 54,447 (8,3%)  | 22,306 (3,4%) |
| 1971 | 666,559 | 434,810 (65,2%) | 103,090 (15.5%) | n/a                      | 49,455 (7,4%)  | 22,173 (3,3%) |
| 1981 | 672,884 | 424,765 (65,7%  | 90,445 (14,0%)  | n/a                      | 43,474 (6,7%)  | 21,392 (3,3%) |
| 1991 | 648,390 | 423,475 (65,1%) | 76,153 (11.7%)  | n/a                      | 35,935 (5,5%)  | 19,903 (3.1%) |
| 2002 | 665,397 | 477,890 (71.8%) | 63,047 (9.5%)   | 908 (0,1%)               | 27,661 (4,1%)  | 17,994 (2,7%) |

## 象徴
バナトの伝統的な紋章の象徴となっているのは、ライオンである。ライオンは現在でもルーマニアの紋章とヴォイヴォディナの紋章（en）に使用されている。

## バナトの主要都市
括弧内は人口を示す。
- ルーマニア
  - ティミショアラ (317,651人)
  - レシツァ (83,985人)
  - ルゴジ (44,571人)
  - カランセベシュ (28,294人)
- セルビア
  - ズレニャニン (79,545人)
  - パンチェヴォ (76,110人)
  - キキンダ (41,825人)
  - ヴルシャツ (36,001人)

## ギャラリー

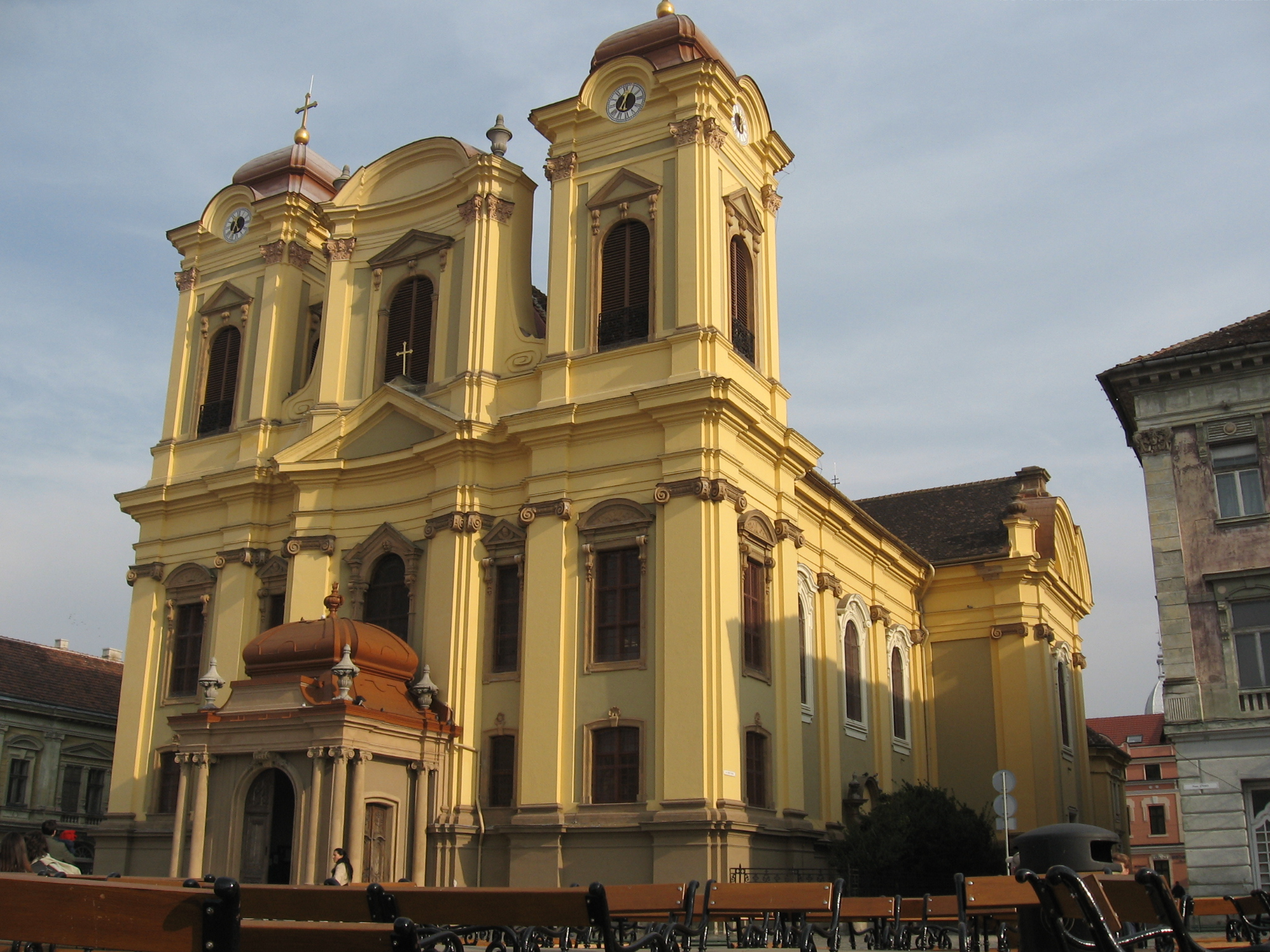
ティミショアラのカトリック教会
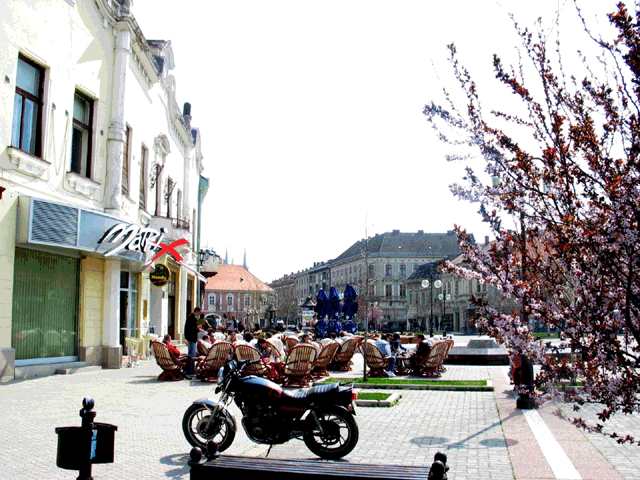
ヴルシャツ
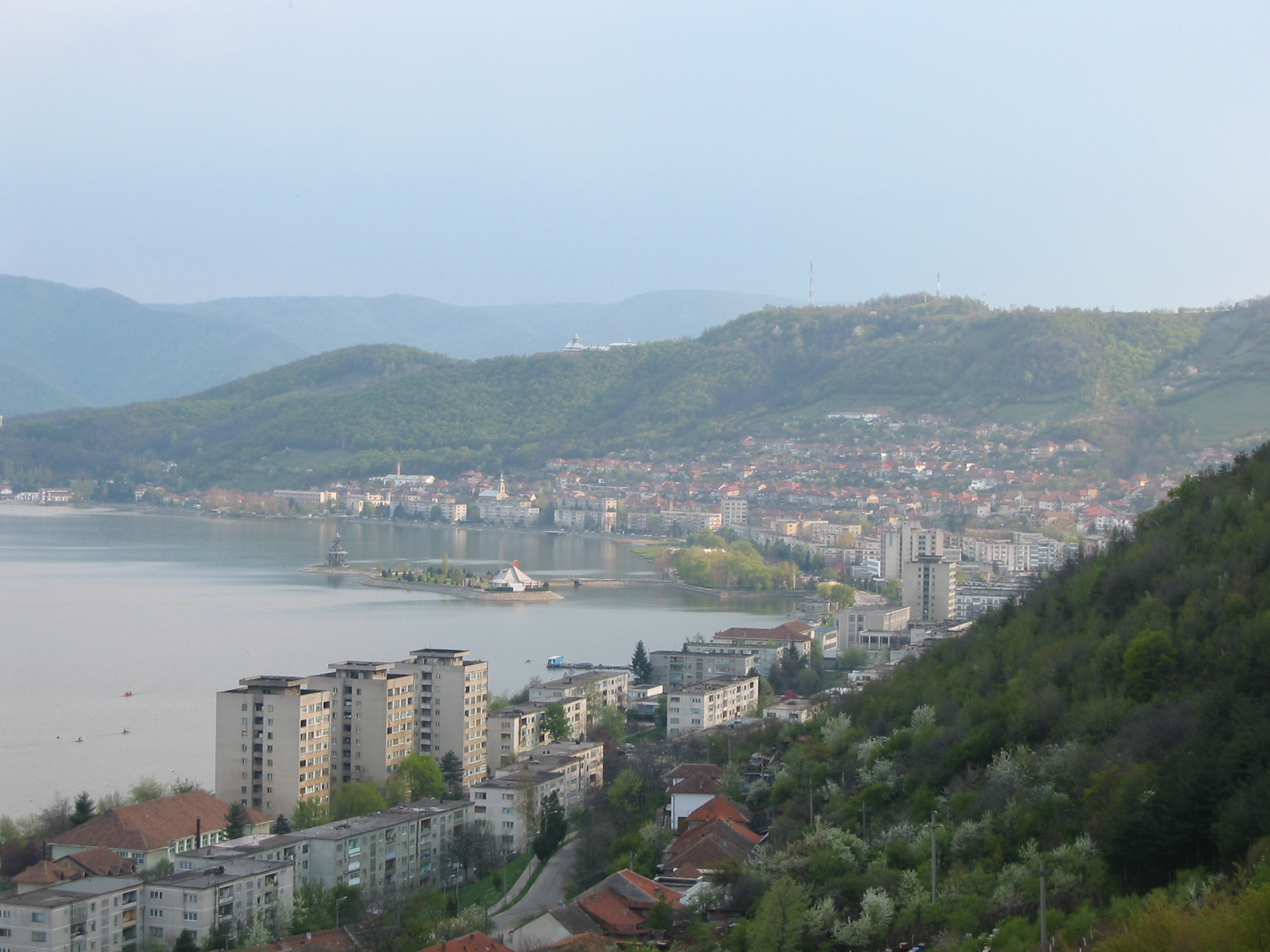
オルショヴァ
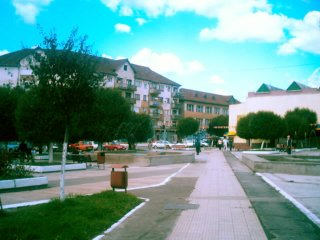
オチェル・ロシュ
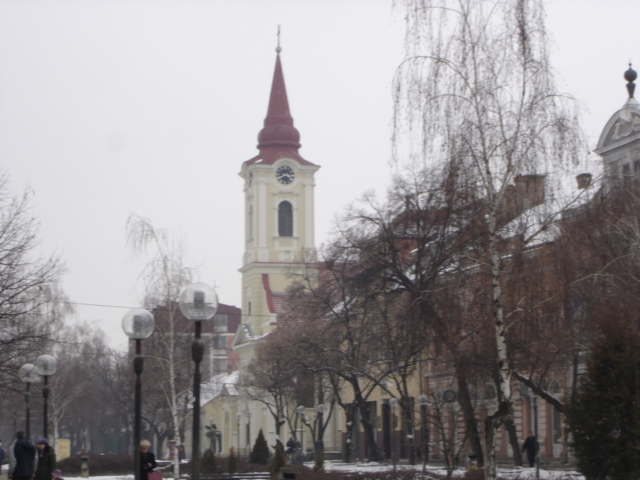
キキンダ
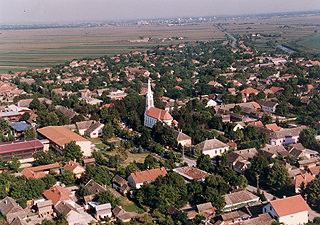
スコレノヴァツ
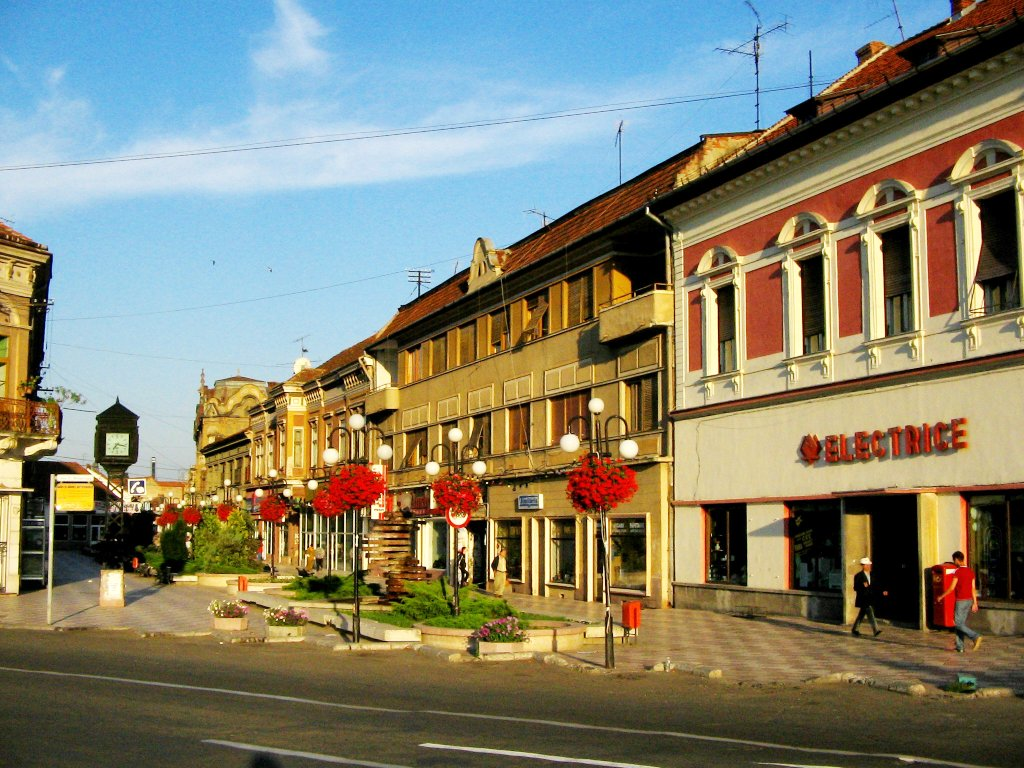
ルゴジ
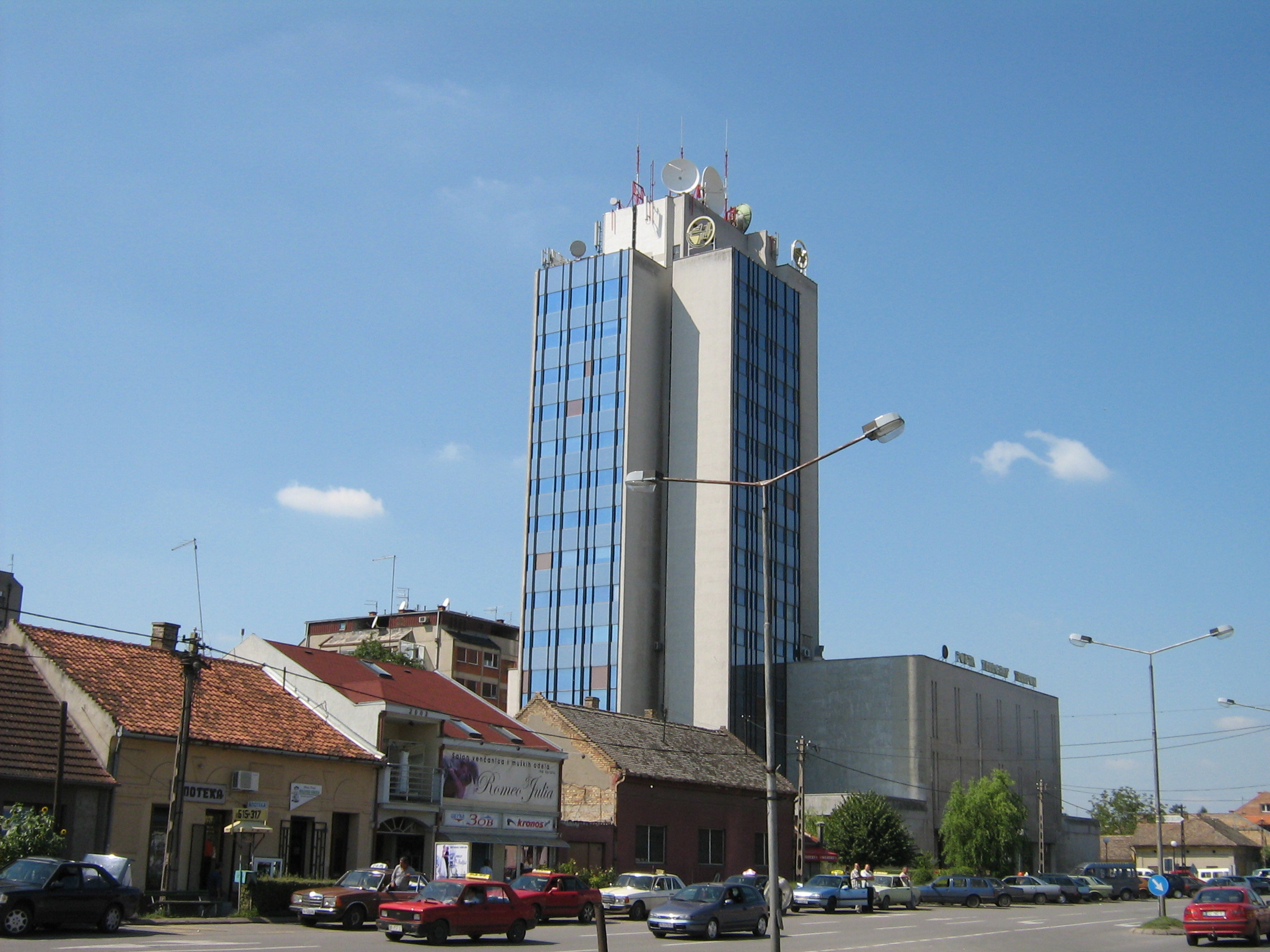
パンチェヴォ